# Acantopterigis

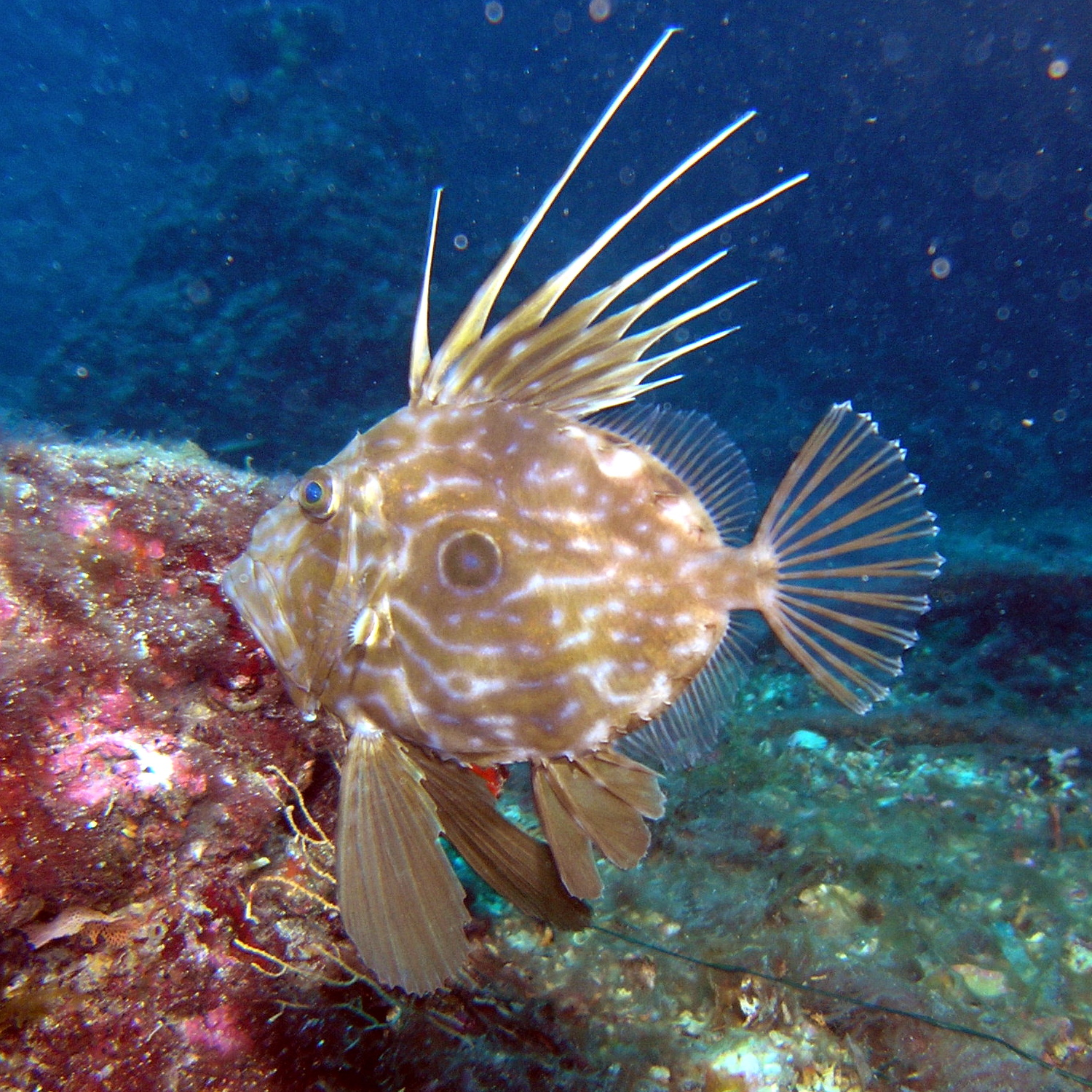
Gall de Sant Pere (Zeus faber)

Els acantopterigis (Acanthopterygii, gr. "aletes espinoses") són un superordre de peixos teleostis.

## Morfologia
Presenten bufeta natatòria sense tubs pneumàtics. Tenen radis espinosos a les aletes.

## Taxonomia
Els acantopterigis inclouen els següents ordres:
- Ordre Atheriniformes
- Ordre Beloniformes
- Ordre Beryciformes
- Ordre Cetomimiformes
- Ordre Cyprinodontiformes
- Ordre Gasterosteiformes
- Ordre Mugiliformes
- Ordre Perciformes
- Ordre Pleuronectiformes
- Ordre Scorpaeniformes
- Ordre Stephanoberyciformes
- Ordre Synbranchiformes
- Ordre Syngnathiformes
- Ordre Tetraodontiformes
- Ordre Zeiformes